# 聖麗塔區 (南達尤雷縣)
10°01′39″N 85°15′17″W / 10.02750°N 85.25472°W
聖麗塔區（西班牙語：Santa Rita District, Nandayure），是哥斯達黎加的行政區，位於該國西北部瓜納卡斯特省，由南達尤雷縣負責管轄，面積50平方公里，海拔高度52米，2013年人口1,438人，人口密度每平方公里29人。